# Teisenberg
Der Teisenberg, ein Berg zwischen Inzell (Landkreis Traunstein) sowie Teisendorf und Anger (beide im Landkreis Berchtesgadener Land), im Grenzgebiet zum Land Salzburg, ist der nördlichste Tausender der Deutschen Alpen und gehört zu den Chiemgauer Alpen. Seine höchste Erhebung heißt Schneid und ist 1333 m hoch. Oben ist der Teisenberg abgeflacht und rundlich, hat bewaldete Hänge und bietet eine Aussicht auf die Nördlichen Kalkalpen, die ihn hier um circa 500 Höhenmeter überragen, bei ganz klarem Wetter sogar bis zum Bayerischen Wald. Zudem ergeben sich Tiefblicke auf den Högl und auf die österreichische Landeshauptstadt Salzburg.
Unterhalb des Gipfels auf 1270 m Höhe befindet sich die bei Wanderern und Mountainbikern beliebte Stoißer Alm. Sie ist das ganze Jahr über geöffnet und in der Regel vom 1. Mai bis Ende Oktober bewirtschaftet. Ebenfalls befindet sich am Teisenberg die Bäcker Alm auf 1067 m Höhe, welche ebenfalls von Mai bis Oktober bewirtschaftet ist.

## Routen
Von der DAV-Sektion Teisendorf werden fünf Wege auf den Teisenberg betreut. Der Gipfel ist dabei in 1½ – 2 Stunden zu erreichen.
- Feilenreit – großer Kachelstein – Schneid
- Seiberstadt – kürzester Weg zur Stoißer Alm / Gipfel
- Neukirchen/Lochmühle – mündet bei 1000 m in den Weg aus Seiberstadt
- Hub – über Achterhütte oder Schneid möglich

Zahlreiche kleinere Wege und Forststraßen bieten die Möglichkeit, die Touren selbst festzulegen. Weitere bekannte Wege sind der Klostersteig und der Zickzackweg.